# Die Geheime Geschichte der Mongolen

Mongolischer Titel der Geheimen Geschichte.

Die Geheime Geschichte der Mongolen (Mongolyn Nuuts Towtschoo) (mongolisch Монголын Нууц Товчоо, wiss. Transliteration Mongolyn Nuuc Tovčoo, Mongɣol‑un niɣuca tobciyan, chinesisch 元朝秘史, Pinyin Yuan chao mi shi) ist das erste literarische Werk der Mongolei und erzählt die Geschichte der Sippe von Dschingis Khan. Es wurde nach dessen Tod 1227 verfasst und vermutlich auf dem mongolischen Reichstag, dem Kuriltai, den Ögedei Khan 1240 abhielt, vorgestellt. Der Verfasser ist unbekannt, stammt aber aller Wahrscheinlichkeit nach aus dem Umfeld des Auftraggebers Ögedeis. Möglicherweise handelt es sich um Schigichutuchu, den Adoptivbruder Ögedeis.

## Inhalt
Die Geheime Geschichte, die nur der Herrscher-Sippe zugänglich war, erzählt die Geschichte der Sippe von Temüdschin, der 1206 auf dem Kuriltai am Fluss Onon die mongolische Nation einte und zum „ozeangleichen Herrscher“ – zum Dschingis Khan – erhoben wurde. Die Geheime Geschichte verlegt den Beginn der mongolischen Historie in eine mythische Zeit. Danach wurde der Urvater des mongolischen Herrschergeschlechts (Bata-chiqan) von einem blau-grauen Wolf (mong.: Börte cinu-a) und einer weißen Hirschkuh (mong.: Qugha maral) gezeugt. Spätere Quellen personalisieren die Namen Börte cinu-a und Qugha maral. Die Geheime Geschichte der Mongolen ist die einzige historische Quelle, die den blau-grauen Wolf und die Hirschkuh als die Vorfahren der Mongolen darstellt. Die beiden erscheinen meist auch in späteren Quellen (allerdings dort meist in personalisierter Form), aber nicht am Anfang der genealogischen Angaben über die Mongolen, was darauf hindeutet, dass die in der Geheimen Geschichte gemachten diesbezüglichen Angaben schon bald nicht mehr verbreitet waren.
Nach einem kursorischen Durchgang durch die frühen Generationen wird das Werk erst bei der Erwähnung von Temüdschins Urgroßvater Chabul genauer.
Als Temüdschin noch ein Junge ist, wird der Vater, ein Stammesführer, von einem konkurrierenden Stamm, den Tataren, vergiftet. Der Neunjährige erfährt im Zelt seines künftigen Schwiegervaters, zu dem ihn sein Vater gebracht hatte, von dem Mordanschlag. Sofort eilt er zurück zu seiner Sippe, doch sein Vater ist tot, als er dort eintrifft. Und es kommt noch schlimmer: Nach dem Tod des Vaters wendet sich die ganze Sippe von der Familie ab.
In den nächsten Jahren schlägt sich die Mutter mit ihren vier Söhnen durch. Das Leben ist hart, und als einer der Brüder, Bekter, Temüdschin einen Fisch wegnimmt, den dieser gefangen hat, tötet ihn Temüdschin. Der hat die Schmach nicht vergessen, die ihm und seiner Sippe angetan wurde, und so verbringt er die nächsten Jahre seines Lebens damit, Getreue um sich zu sammeln, um seine Rache vorzubereiten.
Mit Macht, Charisma und diplomatischem Geschick, aber auch mit List und Tücke gelingt es ihm, die feindlichen Stämme einen nach dem anderen zu vernichten und die Steppenvölker zum Mongol ulus, der mongolischen Nation zu einen.
Kern der neuen Nation ist das Heer. Der nun als „Dschingis Khan“ bekannte Temüdschin gibt dem ungeordneten Nomadenheer eine neue Ordnung. Er teilt es auf in Zehner-, Hunderter- und Tausenderschaften. Wer sich als fähiger und tapferer Krieger erweist, kann einen Rang im Heer bekleiden, auch ohne ein Blutsverwandter des Herrschers zu sein.
Nach seiner Erhebung zum Khan unterwirft Temüdschin die letzten Steppenvölker. Sein nächster Eroberungszug richtet sich gegen die mandschurische Jin-Dynastie (1125–1234), die Nordchina beherrscht. Der Versuch, diplomatische Beziehungen zum Reich der Choresm-Schahs aufzunehmen, scheitert: Der Sultan lässt die 100-köpfige Gesandtschaft hinrichten und provoziert so die Eroberung und Zerstörung seines Reiches.
Weil die Tanguten dem Khan die Truppen für den Feldzug gegen Choresmien verweigert haben, gilt ihnen der nächste Feldzug. Es soll Dschingis Khans letzter werden: zu Beginn der Strafexpedition im Jahr 1226 hat er einen Reitunfall und verletzt sich schwer, weigert sich aber, den Feldzug zu beenden. Die Tanguten werden besiegt, doch der Herrscher fühlt sein Ende nahen. Er regelt seine Nachfolge – neuer Khan wird sein Sohn Ögedei – und stirbt im folgenden Jahr.
Dschingis Khan wird, obwohl die Geheime Geschichte durchaus hagiographische Züge trägt, nicht kritiklos als Held dargestellt. Es wird berichtet, dass der Herrscher der Mongolen zeit seines Lebens Angst vor seiner Mutter und vor Hunden hatte.

## Überlieferung

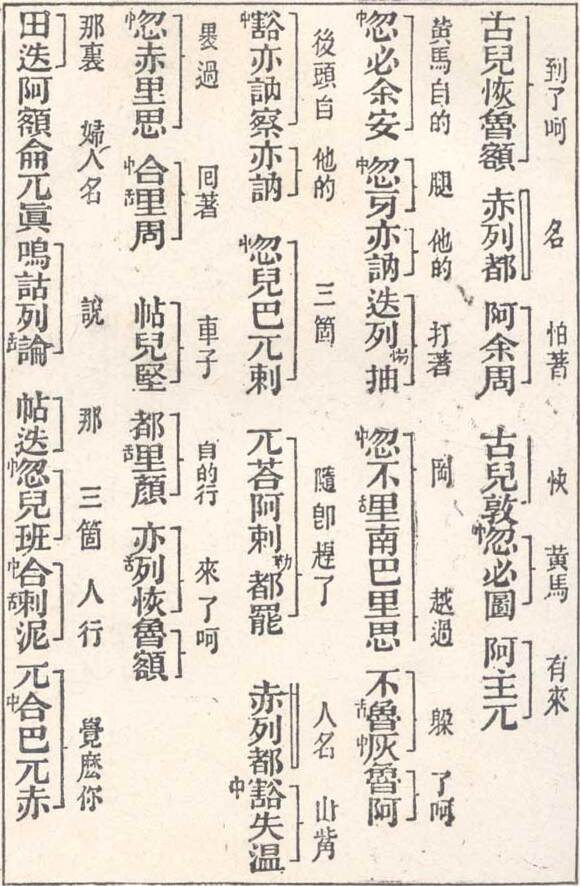
Seite aus der Geheimen Geschichte der Mongolen in chinesischer Transkription, 14./15. Jahrhundert

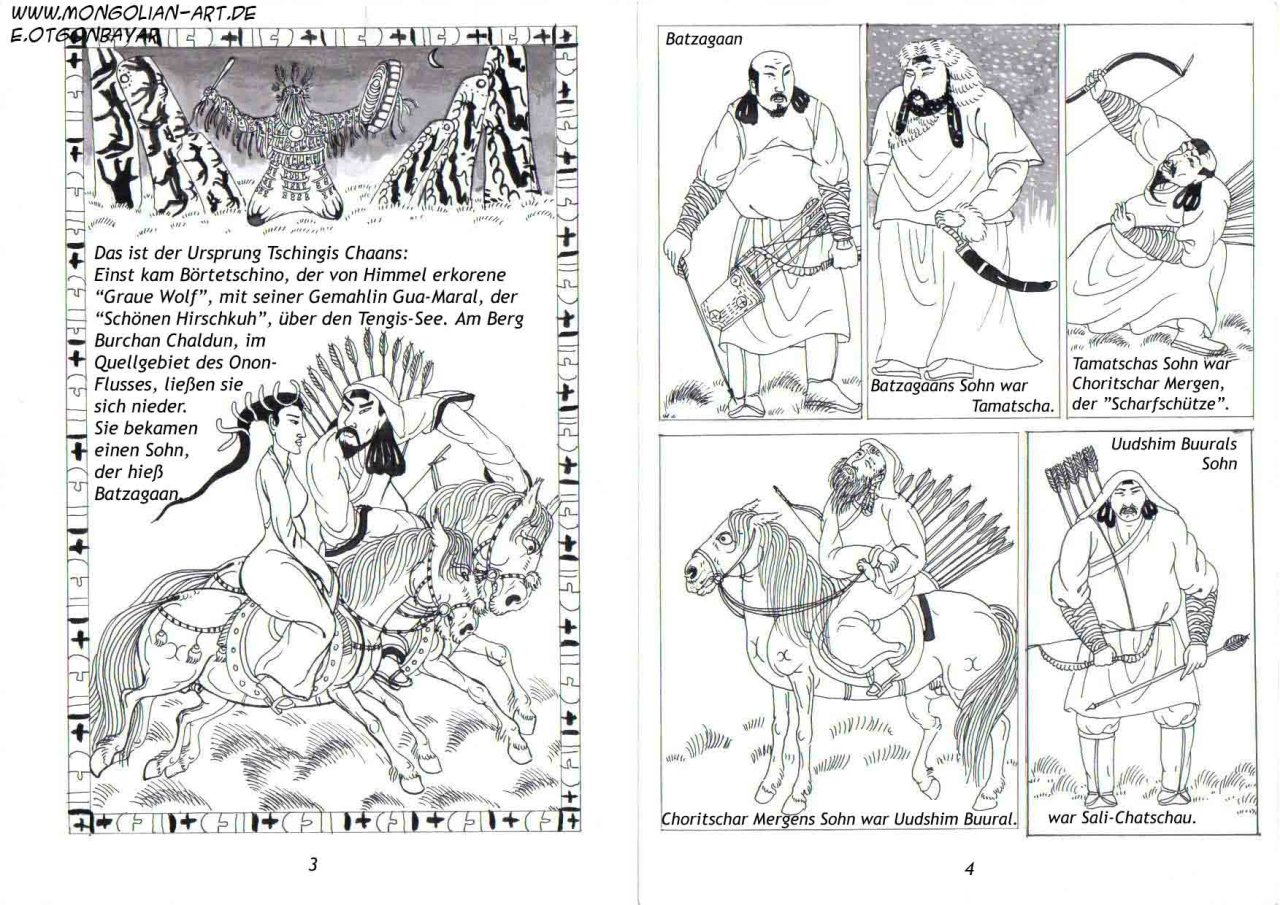
Comic: Die Geheime Geschichte der Mongolen, Zeichnung Tusche auf Papier, 21×30 cm, Ulaanbaatar 2001, Otgonbayar Ershuu

Der wahrscheinlich in uigurischer Schrift verfasste Urtext ist nicht erhalten. Vermutlich wurden weitgehend alle Versionen in dieser Schrift nach der Vertreibung der mongolischen Yuan-Dynastie durch die chinesische Ming-Dynastie zerstört.
Dass mindestens eine Fassung in mongolischer Schrift noch bis ins 17. Jahrhundert hinein existiert hat, wird durch eine von dem buddhistischen Mönch Lubsandandzin (bLobzan bsTan 'jin) um 1655 verfasste mongolische Chronik mit dem Titel Altan toci nahegelegt. Dieser 1929 in der Mongolei entdeckte Text enthielt einen Großteil des mongolischen Wortlauts der Geheimen Geschichte.
Die Geheime Geschichte der Mongolen blieb als Teil einer umfangreichen chinesischen Büchersammlung, die der dritte Ming-Kaiser Yongle um 1410 hatte sammeln und drucken lassen, sowie in einigen handschriftlichen Kopien dieses Drucks erhalten. Der mongolische Text war als phonetische Transkription in chinesischen Schriftzeichen wiedergegeben und mit einer Glosse sowie einer knappen chinesischen Paraphrase in Baihua-Stil versehen worden.
Die Wiederentdeckung der Geheimen Geschichte begann 1847, als die Paraphrase ohne den Haupttext von einem unbekannten Chinesen herausgegeben wurde. Der russische Gelehrte Palladius übersetzte diese Paraphrase 1866 ins Russische und kaufte 1872 eine Kopie des Gesamttextes. Er soll bereits an einer Rekonstruktion des mongolischen Urtextes gearbeitet und eine russische Übersetzung desselben angefertigt haben. Palladius’ Tod 1878 verhinderte die Drucklegung, und das Manuskript sowie Palladius’ Kopie der Geheimen Geschichte gingen zunächst verloren. Einige Jahrzehnte später wurde es im Nachlass des russischen Mongolisten Posdnejew wiederentdeckt.
Um die Jahrhundertwende gelangte der japanische Historiker Naka in den Besitz einer Kopie des Gesamttextes der Geheimen Geschichte und legte eine kommentierte japanische Übersetzung des mongolischen Texts vor, allerdings ohne seine Vorlage oder die Rekonstruktion des mongolischen Wortlautes herauszugeben, was es für andere Mongolisten unmöglich machte, an seine Arbeiten anzuknüpfen.
1903 wurde der Gesamttext durch den chinesischen Gelehrten und Büchersammler Ye Dehui unter dem Titel der chinesischen Paraphrase „Die Geheime Geschichte der Yuan-Dynastie“ (chinesisch 元朝秘史, Pinyin Yuáncháo mìshǐ) herausgegeben. 1920 veröffentlichte der französische Sinologe Paul Pelliot im Journal asiatique diese Ausgabe und begann an der Wiedergewinnung des Urtextes zu arbeiten.
Der Sinologe Erich Haenisch veröffentlichte 1941 den mongolischen Wortlaut gemeinsam mit einem Wörterbuch und einer deutschen Übersetzung. Pelliots Arbeit wurde 1949 posthum herausgegeben.
Basierend auf den Arbeiten von Haenisch und Pelliot wurden Übersetzungen in zahlreiche Sprachen vorgenommen.

## Literatur

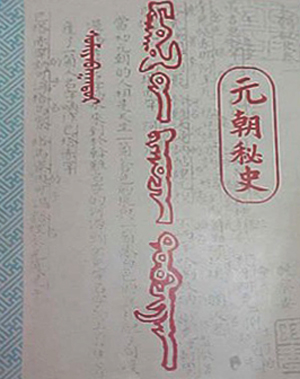
Baldadordschiin Sumjaabaatar: Монголын Нууц Товчооны хэлбэрсудлал. - The Morphology of the Mongolian Secret History. 1997